# 일본 차세대 이지스 구축함

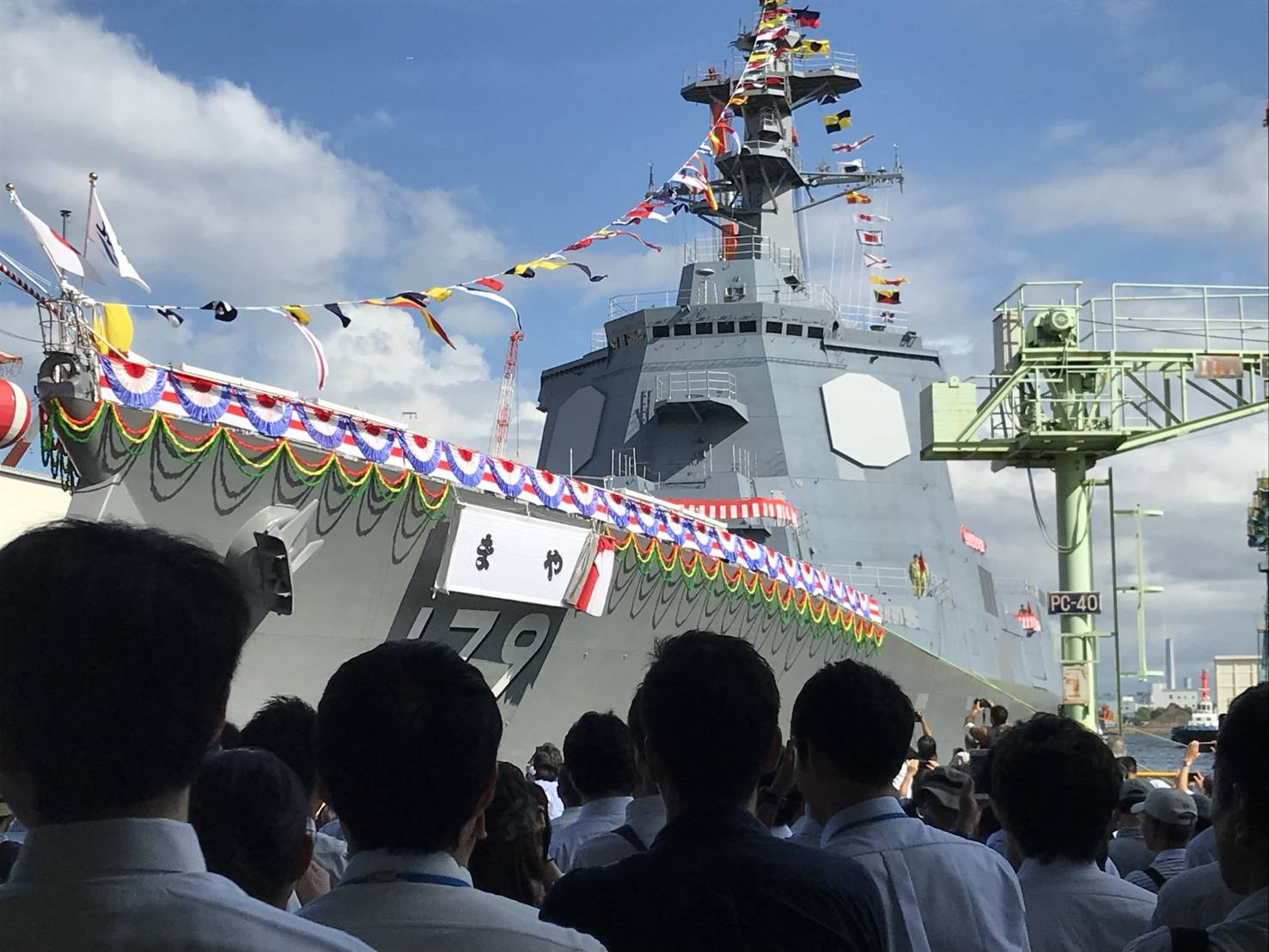
일본은 2020년대에 10척 이상의 이지스함을 운용하는 국가가 된다. 일본 차세대 이지스 구축함은 마야급 이지스함보다 큰 규모가 될 예정이다.

일본 차세대 이지스 구축함은 이지스 어쇼어 2기 구매가 중단됨에 따라, 일본 안보에 생긴 공백을 메우기 위해 건조될 군함이다. 일본 집권여당 관계자를 인용해 일본 정부는 향후 2척의 이지스함을 추가 도입할 계획이라고 밝혔다. 2020년 11월, 경하 배수량 8,200t급인 마야급보다 더 큰 9,000t급 순양함 규모의 차세대 이지스함 2척을 도입하는 방향을 검토중이다. 2021회계연도(2021년4월~2022년3월) 예산에 반영했다.

## 역사

### 배경

#### 이지스 어쇼어 대체제
이지스 어쇼어 2기를 도입하려던 계획에 차질이 빚어져 구매가 취소됨에 따라 일본 안보에 공백이 생겼다. 남는 예산으로 함정에 이지스 어쇼어 체계를 활용하는 전용함 계획이 나왔으나, 금새 이지스함 2척 추가도입으로 선회됐다. 전용함 건조는 예산을 줄일 수 있는 장점이 있지만, 잠수함이나 전투기 등 외부의 공격에 취약한 것이 문제로 지적됐다. 전용함에는 이지스 어쇼어에 탑재될 예정이었던 미국 록히드마틴사의 최신 레이더 장비인 ‘스파이-7’을 탑재할 예정이다. 이지스함 건조비 및 레이더 탑재 등 관련 비용은 2021회계연도(2021년4월~2022년3월) 예산에 반영한다. 이지스함은 오는 2021년 8척 체제가 될 에정으로, 이지스 어쇼어 대체안으로 이지스함을 도입하기로 최종 결정하면 이지스함 2척이 추가로 증가한다.

#### 안보환경
쿼드 (국제 회의)가 창설된 뒤, 군사성격의 국가연합체인 쿼드기구의 회원국들은 중국을 향한 무력시위 성격인 합동훈련을 했다. 마야급 구축함부터 일본의 CEC 합동교전능력이 탑재되며 네트워크전이 가능하다. 이는 쿼드함대로서 싸우는데 결정적인 도움이 되며, 차세대 이지스함 역시 CEC 합동교전능력이 탑재된다. 본래의 목적인 BMD 능력 또한 CEC와 연관이 있다.마야급은 대한민국 해군이 진수할 세종대왕급 배치-2와 같은 베이스라인 9를 장착하고 BMD와 합동교전시스템인 CEC를 장착하고 있다.

## 특징

### 네트워크전
일본은 '해막'이라는 독자적인 해군용 전투 네트워크 시스템을 갖고 있다. 따라서 일본 잠수함은 잠항 중에도 본부로부터 명령을 받을 수 있고, 해상에서 비행하는 아군 항공기에도 작전에 유효한 정보를 전달할 수 있다.

### 거대한 규모
한국에서도 세종대왕급의 만재배수량이 10,000톤을 넘어서 간혹 순양함이 아니냐는 인식도 많을 정도인데, 중국의 055형 구축함은 만재배수량 13,000톤으로 거대한 편이다. 일본의 마야급은 10,250톤의 무게로 세종대왕급의 10,800톤보다 약간 작다. 그러나 일본 차세대 이지스 구축함은 11,000톤의 만재배수량으로 계획되어, 전후 일본이 건조하는 가장 큰 전투함이 된다.

#### 장거리 작전 능력
대한민국 해군의 경우엔, 지구 반대편에서 해적 퇴치 및 자국민, 자국 선박 보호 임무가 가능한 충무공이순신급 구축함을 청해부대에 소속시킨 사례가 있다. 지구 반대편에서 작전하기 위해선 만재배수량 5,000t이 필수적이며, 해적 소탕보다 더 큰 규모의 작전이 요구되는 경우, 10,000t 이상의 규모를 갖고 있는 군함이 요구된다.

#### 주변국과의 해양 영토 분쟁
일본은 센카쿠 열도 분쟁, 쿠릴 열도 분쟁, 독도 분쟁을 하고 있다. 남중국해에서 무력 시위를 시작한 일본은 앞으로도 자국의 장래의 국익이 걸린 영토 분쟁에서 거대한 이지스 구축함을 동원할 가능성이 있다. 쿠릴 열도 분쟁을 하고 있는 사이인 러시아는 일본에게, "러시아 공군이 맘만 먹으면 일본은 20분만에 소멸한다."고 도발한 적이 있었다. 그러나 2020년대 이후, 오바마의 경제제재로 러시아의 경제는 기울어 한국에게 국방비 예산에서 2021년도에 추월당했고, 군함과 항공기들은 유지 보수를 못 해 노후화가 막심한 상태며, 이런 상황에서 일본이 신예 1만3,000톤 군함을 배치하여 무력시위를 하면 러시아는 완전히 역전된 상황을 당하는 셈이다.

### 제원
- 만재배수량 : 13,000t
- 기준배수량 : 9,000t
- 이지스 전투 시스템 : 베이스라인 9.1 이상의 시스템
- 대공 레이더 : AN/SPY-7
- 수직발사기 : 128셀
- 항공기 : 1기 x 대잠헬기
- 전략 능력 : BMD 탑재

## 같이 보기
- 이지스 어쇼어
- 세종대왕급 구축함
- AN/SPY-7